# Biserica de lemn din Podeni
Biserica de lemn din Podeni, comuna Moldovenești încă figurează pe lista monumentelor istorice sub codul  CJ-II-m-B-07737, deși s-a prăpădit într-un incendiu înainte de 1880. Șematismul Mitropoliei Greco-Catolice pe anul 1880 amintește parohia Podeni ca având biserică de piatră. Considerată ca fiind o biserică foarte frumoasă de către istoricii vremii, a ars fără să fi rămas vreo imagine sau o descriere completă în urmă.

## Trăsături
Biserica a fost construită din bârne de stejar și brad, în stil românesc, împodobită cu ornamente tradiționale lucrate în lemn. Biserica era înconjurată ca un brâu de funia de lemn bine cunoscută. Portalul și usciorii, din lemn de stejar, erau arcuiți în partea superioară a singurei uși de acces. Alături de funia răsucită, apăreau și șiruri de linii în zigzag, rozete solare cu șase petale sau sori stilizați. Această descriere amintește de portalul unei alte biserici din zonă, anume biserica de lemn din Bădeni.